# Ornacieux
Ornacieux is een plaats en voormalige gemeente in het Franse departement Isère in de regio Auvergne-Rhône-Alpes en telt 228 inwoners (1999). De plaats maakt deel uit van het arrondissement Vienne.

## Geschiedenis
Ornacieux maakte deel uit van het kanton La Côte-Saint-André tot dit op 22 maart 2015 werd opgeheven en de gemeente werd opgenomen in het kanton Morestel.
Op 1 januari 2019 fuseerde Ornacieux met Balbins tot de commune nouvelle Ornacieux-Balbins, waarvan Ornacieux de hoofdplaats werd. Bij deze gelegenheid werd Balbins opgenomen in het kanton Bièvre. 

## Geografie
De oppervlakte van Ornacieux bedraagt 4,9 km², de bevolkingsdichtheid is 46,5 inwoners per km².
De onderstaande kaart toont de ligging van Ornacieux met de belangrijkste infrastructuur en aangrenzende gemeenten.

## Demografie
Onderstaande figuur toont het verloop van het inwonertal.